# 유령 한자
유령 한자(일본어: 幽霊字 유레이지[*], 영어: ghost characters)는 일본 JIS 기본 한자에 수록되어 있는 출처 불명의 한자를 일컫는 말이다. JIS 유령자, 유령 문자라고도 한다. 

## 개요
일본의 통신산업성은 1978년에 JIS 기본 한자(1수준 한자 + 2수준 한자)를 규정하였는데, 이것은 일본 국민이 생활하는 데 이 수준의 한자 지식이 있으면 불편함이 없다는 목표를 가지고 제정하였다. 그런데 한자를 전산화하는 작업에서 관련 작업자가 한자에 대한 전문적인 지식을 결여했거나, 한자의 미세한 획의 차이의 입력 실수 등 작업상의 오류가 누적되어 현재 대략 60자(일설에 따르면 100자) 정도의 출처를 알 수 없는 한자가 생겨나게 되었다.
이런 문자는 강희자전 등 주요 자전에 물론 실려 있지 않으며, 이 때문에 읽는 방법을 알 수 없는 이러한 한자에 대한 의문이 증폭되었다. 일본국립국어연구소의 사사하라 히로유키 등이 팀을 구성하여 조사에 착수한 결과, 이들 한자들이 오자(誤字) 또는 출처없는 유령 한자임이 판명되었다.

## 유령 한자의 수
유령 한자의 정확한 수는 단정적으로 말할 수 없다. 조사 당시에는 출처가 발견되지 않았으나, 제정 당시에 참고한 여러 문헌 중 현재 전해 내려오지 않는 문헌이나 지명, 인명 등이 존재할 가능성을 배제할 수 없기 때문이다.
또한 일본 이외에서 사용되는 경우도 있다. 壥(전)의 경우는 중국에서 밭을 세는 단위로 사용되는 한자이다. 岾(점)의 경우는 한국에서 지명에 사용되는 한자이며, 垈(대)도 한국 한자이다.

## 사전 처리
대다수의 유령 한자는 독음이 불명이다. 전산화 과정에서는 편의상 형성 문자의 원리에 따라 임의적으로 음을 배당하고 있다. 일부 MS IME 등에서는 사각형 모양으로 깨져 나오는 경우도 있다.

## 유령 한자 존속의 이유
일본은 1983년 JIS 한자 개정 작업으로 인해 크나큰 혼란을 초래한 사건이 있었다. 또한 유령 한자를 발견했을 때에는 이미 JIS 한자가 유니코드에까지 등록되어 있었기 때문에, 일본 국내 문제로 끝나지 않게 되었다.

## 유령 한자의 사용
출처 불명의 한자인 만큼, 이들 한자의 대부분은 매우 사용 빈도가 낮은 벽자이다. 그러나 비슷한 한자의 대용자로 쓰이는 등 약자 및 속자의 기능을 일부 하고 있다. 또 ‘유령 한자’라는 특이성에 끌린 일부 사람들이 이런 한자를 암호나 호기심에 사용하는 등, 유령 한자로서의 용법이 생겨나고 있다.